# XHTML
XHTML (ang. Extensible HyperText Markup Language, rozszerzalny język znaczników hipertekstowych) – język służący do tworzenia stron WWW ogólnego przeznaczenia. Specyfikacje XHTML przygotowuje organizacja W3C.
XHTML/1.0 nie jest następcą HTML, a jedynie przedstawieniem HTML 4.01 w postaci XML. Dojrzałym standardem został XHTML1.1, który zmodularyzowano, ostatecznie oddzielono warstwę opisu struktury od opisu prezentacji i wprowadzono notację Ruby. XHTML 2.0 miał być następcą standardów XHTML1.x, niekompatybilnym wstecz. Brak tej kompatybilności wywołał niezadowolenie w środowisku twórców dokumentów www, co skłoniło twórców specyfikacji XHTML 2.0 do wydzielenia z niej modułów (takich jak role i atrybuty RDFa) w celu złagodzenia trudności przyjęcia nowych reguł języka. Z powodu przeciągających się prac W3C zadecydowało jednak o wstrzymaniu prac zmierzających do uczynienia z XHTML 2.0 dojrzałego standardu, wydania dokumentów związanych z XHTML 2.0 jako W3C Notes i włączenia się w prace niezależnej grupy twórców zrzeszonych w stowarzyszeniu WHATWG rozwijającej linię standardów XHTML 1.x i HTML 4 jako HTML5.
W odróżnieniu od HTML-a (który jest zastosowaniem SGML), dokumenty pisane w XHTML są zgodne z oficjalną specyfikacją XML (to znaczy, że dokumenty w XHTML są poprawnymi dokumentami XML) i dzięki temu można je łatwo generować z innych dokumentów XML przy pomocy np. transformacji XSLT, a także automatycznie przekształcać w inne formy XML-a. Dzięki temu dokumenty te posiadają większe możliwości, jak choćby wstawianie innych dokumentów za pomocą jednej metody (element <object />), zagnieżdżanie wzorów matematycznych (język MathML), czy grafik wektorowych (język SVG).
Jedną z największych zalet XHTML jest możliwość łączenia z innymi językami zgodnymi z XML, np. wspomniany już MathML czy SVG. Odbywa się to dzięki wykorzystaniu mechanizmu przestrzeni nazw XML.
Przeglądarki takie jak Firefox czy Opera praktycznie w pełni obsługują XHTML, lecz program Internet Explorer – obsługuje XHTML-owy typ zawartości dopiero od wersji 9. Skłaniało to wielu webmasterów do stosowania dla dokumentów XHTML starego HTML-owego typu zawartości. Dzięki temu, że XHTML w wersji 1.0 „symuluje” HTML 4 (tzn. ma praktycznie taki sam zestaw elementów i atrybutów), wyświetlanie XHTML jako HTML nie sprawia większych problemów w żadnej przeglądarce, o ile dokument nie wykorzystuje dodatkowych możliwości XHTML, których nie ma w HTML (przedrostków nazw elementów, różnych przestrzeni nazw XML, DOM).
Aby prawidłowo wyświetlać strony zarówno w nowoczesnych, jak i starszych przeglądarkach, wykorzystuje się metodę negocjowania zawartości.

## Podstawowe reguły XHTML
Zasady konstruowania dokumentów XHTML – najważniejsze różnice w porównaniu z HTML:
- Jeśli strona XHTML zawiera błędy, nie może zostać wyświetlona;
- Strony XHTML muszą mieć typ zawartości application/xhtml+xml (lub inny XML);
- Dzięki użyciu XHTML można stosować inne aplikacje XML (jak MathML czy SVG) bezpośrednio w dokumencie, czego nie da się w HTML;
- Dokument powinien rozpoczynać się od deklaracji XML (np. <?xml version="1.0" encoding="utf-8"?>); nie jest ona wymagana, gdy dokument ma kodowanie znaków UTF-8 lub UTF-16, albo gdy odpowiednie kodowanie zostało określone w nagłówkach HTTP (jednak nawet wtedy warto dołączać deklarację XML, gdyż pozwala ona ustalić kodowanie np. w przypadku zapisania strony na dysku);
- Element główny (<html>) musi zawierać atrybut xmlns określający przestrzeń nazw XHTML: http://www.w3.org/1999/xhtml;
- Znacznikowi otwierającemu każdego niepustego elementu powinien odpowiadać znacznik zamykający (np. <li> ... </li>);
- Puste elementy muszą także być zamykane (np. zamiast <br> musi być <br/>, albo <br />);
- Elementy muszą być zagnieżdżane w odpowiedni sposób (np. zamiast <p>Tekst z <em>wyróżnieniem</p></em> — <p>Tekst z <em>wyróżnieniem</em></p>); wprawdzie w HTML także istniał taki wymóg, lecz nie był egzekwowany przez przeglądarki;
- Nazwy elementów i atrybutów XHTML muszą być pisane małymi literami;
- Wszystkie wartości atrybutów muszą być ujęte w cudzysłów (podwójny, np. <td rowspan="3">, albo apostrof, np. <td rowspan='3'>);
- Niedozwolona jest minimalizacja atrybutów (np. zamiast <textarea readonly> musi być <textarea readonly="readonly">);
- Wewnątrz elementów <script> i <style> komentarze XML (<!-- -->) zamiast ukrywać je przed starszymi przeglądarkami (które i tak nie obsługują XHTML), powodują ignorowanie tych stylów lub skryptów. W sekcji CDATA natomiast komentarze są traktowane jako element stylu/skryptu;
- Jeśli zawarte wewnątrz dokumentu arkusze stylów lub skrypty zawierają znaki & lub <, zawartość elementów <style> i <script> należy umieścić w sekcji CDATA (np.: <style type="text/css"><![CDATA[arkusz stylów]]></style>); alternatywnie można użyć encji lub zewnętrznego arkusza stylów/skryptu;
- Ze względu na trudności z parsowaniem, nie powinno się używać w XHTML-u javascriptowej metody document.write() i właściwości innerHTML; jednak niektóre przeglądarki już obsługują te konstrukcje także w dokumentach XML. Zamiast nich należy używać metod DOM.

## Kompatybilność z HTML
Ponieważ nadal są używane nieobsługujące XHTML przeglądarki internetowe, jeżeli chcemy wysyłać dokument zarówno jako XHTML, jak i HTML (dla starszych przeglądarek), możemy się zastosować do kilku reguł. Jednak niektórzy uważają, że XHTML zgodny z HTML pozbawia całkowicie sensu ideę HTML-a jako XML.
- Znaczniki pustych elementów powinny zawierać dodatkową spację przed ukośnikiem, np. zamiast <br/> powinno być <br />
- Należy unikać używania zminimalizowanej formy (np. <p/>) w przypadku pustych elementów, które mogą mieć zawartość; np. stosowanie znacznika <script type="text/javascript" src="skrypt.js"/> w dokumencie przesyłanym jako HTML prowadzi zwykle do niewyświetlenia reszty dokumentu; należy w tym wypadku używać <script type="..." src="..."></script>
- Obok lub zamiast instrukcji xml-stylesheet należy odwoływać się do zewnętrznych arkuszy stylów przy pomocy obsługiwanego w HTML-u znacznika <link rel="stylesheet" ... />
- Objęcie wewnętrznych skryptów i stylów sekcją CDATA może powodować ich błędne działanie; należy w związku z tym zakomentować znaczniki początku i końca sekcji CDATA, np.: <style type="text/css">/* <![CDATA[ */ arkusz stylów /*]] > */</style>
- Oprócz typowej dla XML deklaracji języka za pomocą atrybutu xml:lang, należy też używać zgodnego z HTML atrybutu lang.
- Dla kompatybilności z IE6 należy pomijać deklarację XML – powoduje to w nim przejście w tryb wstecznej zgodności. Nie ma sensu jednak dodawać jej dla innych przeglądarek (skryptami po stronie serwera), gdyż i tak jest ona nieobowiązkowa. Strona musi być zakodowana jako UTF-8/USC-*, a jeżeli jest zakodowana inaczej, musimy odpowiednią informację dodać do nagłówka Content-Type (np. kodem PHP: header("Content-Type: $mime; charset=\"iso-8859-2\"");, gdzie $mime to ustalony w wyniku negocjacji zawartości typ pliku).
- W DOM należy używać createElementNS zamiast createElement i trzeba uważać na wielkość liter (DOM HTML podaje nazwy elementów wielkimi literami, DOM XML zachowuje wielkość liter i w XHTML dopuszcza tylko małe litery).

## XHTML a PHP
Używając języka PHP w dokumentach XHTML, często można się spotkać z błędem podczas parsowania instrukcji przetwarzania lub deklaracji XML (konstrukcje typu <?xml version="1.0" encoding="utf-8"?>). Przyczyną jest włączona opcja używania krótkich znaczników (<? ?>) do oznaczania bloku PHP, co powoduje, że deklaracje XML są traktowane przez parser jak kod PHP.
Wyłączenie krótkich znaczników PHP można osiągnąć dokonując następującego wpisu do pliku php.ini:
```
short_open_tag
 
=
 
Off

```

Ten sam efekt można osiągnąć przez umieszczenie w pliku .htaccess (serwer Apache) wpisu:
```
php_flag
 
short_open_tag
 
Off

```

Jeśli nie mamy możliwości lub nie chcemy wyłączać krótkich znaczników, akceptowalnym obejściem problemu jest używanie PHP-owej konstrukcji echo lub print do wypisywania deklaracji XML:
```
<?php
 
echo
 
"<?xml version=
\"
1.0
\"
 encoding=
\"
utf-8
\"
?>
\n
"
 
?>

```

Krócej
```
<?=
'<'
?>
?xml version="1.0" encoding="UTF-8"?>

```

## Walidacja XHTML
Tak jak każdy dokument XML, dokument XHTML powinien spełniać dwa rodzaje poprawności:
- poprawność składniowa (well-formedness) – zgodność z podstawowymi regułami XML; można ją sprawdzić, wysyłając dokument z typem treści ustawionym na application/xhtml+xml i otwierając w obsługującej XHTML przeglądarce, w przypadku błędu ma ona obowiązek nie wyświetlić dokumentu, lub w walidatorze
- poprawność strukturalna (validity) – zgodność z regułami określonymi w skojarzonym z danym typem dokumentu schemacie; sprawdzanie tej poprawności to właśnie walidacja, dokonuje się jej przy pomocy walidatorów; walidator wychwytuje także błędy w kodowaniu znaków.

Schematy określające definicję typu dokumentu w przypadku XHTML są zwykle wyrażone w DTD. Aby walidator wiedział wobec jakiej wersji i odmiany języka ma sprawdzać poprawność, konieczne jest umieszczenie w dokumencie deklaracji typu dokumentu (DOCTYPE). Deklaracja ta powinna być umieszczona po deklaracji XML (jeśli jest obecna); obie te deklaracje tworzą razem prolog XML. W XHTML 1.0 istnieją 3 różne DTD, każda z nich definiuje osobną odmianę tej wersji języka. W XHTML 1.1 jest już tylko jedna DTD, ale dzięki modularyzacji XHTML można łatwo na jej bazie tworzyć własne DTD.
DTD (i bazujący na nim walidator W3C) ma jednak sporo ograniczeń i nie potrafi wyrazić wszystkich reguł języka XHTML. Możliwe więc, że dokument, który pozytywnie przeszedł walidację względem DTD wcale nie jest poprawny. Wielu ograniczeń DTD pozbawiony jest inny język schematów – XML Schema. W3C opublikowało specjalną notę zawierającą definicję XHTML 1.0 w XML Schema, przygotowywane jest też drugie wydanie XHTML 1.1, uzupełniające specyfikację o schematy w tym języku. XML Schema w porównaniu z DTD potrafi np. sprawdzić poprawność wartości atrybutu accesskey (powinien to być jeden znak, DTD pozwala na wiele znaków), czy atrybutu tabindex (powinna się zawierać między 0 a 32 767, walidator DTD przyjmie dowolny ciąg znaków). Chcąc walidować dokument względem XML Schema można, choć nie jest to konieczne, do elementu głównego (<html>) dodać atrybut schemaLocation z przestrzeni nazw http://www.w3.org/2001/XMLSchema-instance, określający lokalizację schematu.
Innym językiem schematów mogącym służyć do walidacji XHTML jest RELAX NG. W porównaniu do XML Schema ma on bardziej intuicyjną składnię, lecz podobnie oferuje dużo więcej możliwości niż DTD (choć na tym polu nieco ustępuje językowi XML Schema). RELAX NG ma być kolejnym, obok DTD i XML Schema, językiem, w którym zostanie zdefiniowany schemat XHTML 2.0 (jednak odwoływanie się w dokumencie do tego schematu nie będzie potrzebne, w przeciwieństwie do dwóch pozostałych języków).

## Wersje XHTML

### XHTML 1.0
XHTML 1.0 został zatwierdzony jako rekomendacja W3C 26 stycznia 2000 roku. Rekomendacja ta jest po prostu odpowiednim przeformułowaniem języka HTML 4 – SGML jako język definiowania został zastąpiony przez XML. XHTML 1.0 dysponuje więc praktycznie tym samym zestawem elementów i atrybutów, co HTML 4; analogiczny jest też podział na 3 wersje DTD:
XHTML 1.0 Strict
odmiana ścisła, zalecana przez W3C, przeznaczona do tworzenia dokumentów z oddzieloną warstwą semantyki od prezentacji; nie zawiera prawie żadnych elementów prezentacyjnych
XHTML 1.0 Transitional
odmiana przejściowa, obok elementów odmiany ścisłej zawiera wiele elementów prezentacyjnych
XHTML 1.0 Frameset
zawiera wszystkie elementy wersji przejściowej, a dodatkowo także elementy przeznaczone do wyświetlania ramek.
Warto pamiętać, że DTD XHTML 1.0 nie jest w pełni analogiczne do DTD HTML 4.01 (bardziej przypomina DTD HTML 4.0). W związku z tym niektóre atrybuty dozwolone w HTML 4.01 Strict są niedozwolone w XHTML 1.0 Strict (ale można je stosować w odmianach Transitional i Frameset). Na przykład w odmianie ścisłej XHTML 1.0 nie można używać atrybutu name dla elementu <form> (mimo że jest to możliwe w HTML 4.01 Strict).

### XHTML 1.1
Najnowszą rekomendacją XHTML jest opublikowana 31 maja 2001 r. i uaktualniona jako wydanie drugie 23 listopada 2010 specyfikacja XHTML 1.1. W3C zaleca jej używanie do wszystkich nowo powstających stron WWW, jednak ze względu na niemożliwość obsłużenia typu application/xhtml+xml w Internet Explorerze w wersji wcześniejszej niż 9, standard ten nie jest jak dotąd powszechnie stosowany.
XHTML 1.1 został opracowany zgodnie z regułami modularyzacji XHTML. Zawiera elementy i atrybuty takie, jak XHTML 1.0 Strict, usunięto tylko atrybut name dla elementu <a> oraz atrybut lang.
Natomiast nowością w tej wersji XHTML są elementy i atrybuty służące do wyświetlania znaków ruby, używanych w typografii języków Dalekiego Wschodu.

### XHTML 2.0 (zarzucony projekt)
Specyfikacja XHTML 2.0 miała wprowadzić wiele znaczących zmian do języka bez względu na kompatybilność z poprzednimi wersjami XHTML, jednak z czasem zdecydowano o pozostawieniu w XHTML 2.0 takich elementów, jak <img>, czy <h1>–<h6>, aż wreszcie XHTML 2 został porzucony na rzecz HTML 5, który zachowuje większą kompatybilność wstecz.
Ostatnia, ósma wersja szkicu roboczego XHTML 2 została opublikowana 26 lipca 2006 r. Najważniejsze zmiany wprowadzone w projekcie specyfikacji:
- prawie każdy element może stanowić hiperłącze, np. prawidłowy byłby kod: <li href="index.xhtml">Strona główna</li>; element <a> miał jednak zostać zachowany,
- głównym elementem służącym do zagnieżdżania mediów (np. obrazów) miał być <object>, ale jednocześnie dodano możliwość stosowania atrybutu src dla prawie każdego elementu, a zawartość tego elementu miała być wyświetlana tylko przy braku możliwości renderowania obrazu (lub innego medium, np. dźwięku): <p src="logo" type="image/png; image/gif;q=0.2">Tekst zamiast obrazu.</p>; element obrazu <img> miał jednak zostać zachowany,
- stare, odziedziczone po HTML-u formularze zastąpiono formularzami XForms, które zapewniały większą elastyczność i ograniczały konieczność stosowania skryptów,
- ograniczony zbiór atrybutów obsługujących zdarzenia zastąpiono przez XML Events(inne języki) – dzięki temu możliwe miało być odwoływanie się do zdarzeń DOM 2, a nawet definiowanie własnych zdarzeń,
- elementy nagłówków <h1> – <h6> uznano za przestarzałe i zastąpiono przez jeden element <h>, zaś stopień nagłówka miał być ustalany przez ich odpowiednie zagnieżdżenie w elementach <section> oznaczających rozdziały dokumentu,
- poziomą linię <hr> zastąpiono przez element <separator>, który nie musiał mieć ani kształtu linii, ani układu poziomego (w wersjach XHTML < 2.0 można to było zrobić przez kaskadowe arkusze stylów),
- pusty element końca linii <br />, do którego nie można było się odwoływać w arkuszach stylów, zastąpiono przez element <l> obejmujący pojedynczy wiersz,
- element <p> oznaczający akapit może oprócz tekstu zawierać także m.in. wykazy i tabele,
- usunięto ostatnie elementy prezentacyjne dozwolone w XHTML 1.1, takie jak <b>, czy <i>; jako wyjątek pozostawione zostaną elementy indeksu górnego i dolnego: <sup> i <sub>,
- inne nowe elementy:
  - <di> – skojarzenie terminu i definicji w liście definicyjnej,
  - <blockcode> – blok kodu komputerowego,
  - <summary> – długi opis tabeli, miał zastąpić atrybut o tej samej nazwie,
  - <access> – skrót (np. klawiaturowy) do innego elementu, miał zastąpić atrybut accesskey,
  - <standby> – informacja wyświetlana podczas ładowania obiektu.

2 lipca 2009 r. konsorcjum W3C ogłosiło, że działanie grupy roboczej XHTML 2 nie zostanie przedłużone po jej wygaśnięciu z końcem 2009 roku. W zamian zostaną zwiększone zasoby na grupę roboczą HTML, czym W3C ma nadzieję przyspieszyć rozwój standardu HTML 5.

### XHTML5
Alternatywnie wobec XHTML2 rozwijano projekt HTML5, przygotowywany przez W3C na podstawie projektu specyfikacji Web Applications WHATWG. 28 października 2014 r. projekt HTML5 został ogłoszony rekomendacją W3C. Serializacja HTML5 dla XML jest określana jako XHTML5.

## Modularyzacja XHTML
W 2001 r. dokonano podziału XHTML na moduły. Zdefiniowano jednocześnie reguły tworzenia nowych modułów, a także reguły, według których moduły mogą być łączone. Umożliwia to tworzenie nowych języków składających się z elementów XHTML, a mogących też zawierać elementy spoza XHTML; nazywa się je językami rodziny XHTML. Niektóre języki rodziny XHTML to:
- XHTML Basic – okrojona wersja XHTML przeznaczona dla telefonów komórkowych i innych urządzeń przenośnych; następca WML i C-HTML
- XHTML Mobile Profile – XHTML Basic wzbogacony o kilka dodatkowych elementów
- XHTML-Print – przeznaczony do drukowania.

W oparciu o modularyzację powstał również XHTML 1.1. Dzięki temu można bardzo łatwo dostosować ten język do swoich potrzeb. Na przykład rozszerzenie XHTML 1.1 o atrybut target (umożliwiający otwieranie strony w nowym oknie) sprowadza się do użycia trzech encji parametrycznych w DTD: ; przykład dokumentu wykorzystującego to DTD: .

## Typy zawartości XHTML
- XHTML 1.0 spełniający zasady kompatybilności z HTML powinno się wysyłać jako text/html tylko dla starszych przeglądarek. W tym typie zawartości dokument jest traktowany jak dokument HTML (aplikacja SGML-a) z błędami składniowymi, a więc m.in. nie jest sprawdzana poprawność składniowa, dokument jest traktowany jako tzw. „zupa znaczników(inne języki)”, a dokument nie ma żadnych zalet poprawnego XHTML-a (w szczególności osadzania innych języków).

- Typ application/xhtml+xml został stworzony specjalnie dla XHTML. Przeglądarki obsługujące ten typ automatycznie sprawdzają zgodność dokumentu z zasadami XML. W application/xhtml+xml nie ma już kilku nietypowych cech charakterystycznych dla HTML, np. element <body> nie zachowuje się już tak, jak gdyby był elementem głównym (bo jest nim <html>), a przede wszystkim można osadzać inne aplikacje XML bezpośrednio w kodzie XHTML. Odpowiednikiem wysłania pliku z tym typem na dysku lokalnym jest zmiana rozszerzenia pliku z .html (lub .htm) na .xhtml (lub .xht).

- Typy application/xml i text/xml – są to natywne typy zawartości XML, a jako że XHTML jest aplikacją XML-a, można ich używać równoważnie z application/xhtml+xml.

### Negocjacja zawartości
Internet Explorer nie potrafi odczytać stron XHTML podanych jako application/xhtml+xml – w domyślnej konfiguracji będzie wyświetlał okno dialogowe z prośbą o pobranie takiego pliku. Ogranicza to w znacznym stopniu możliwość korzystania z typu XHTML w sieci WWW.
Problem ten można obejść przez wysyłanie informacji o typie zawartości ustawionej na application/xhtml+xml przeglądarkom go obsługującym, natomiast pozostałym przesyłanie dokumentu z typem text/html. Można to osiągnąć stosując metodę negocjowania zawartości (content negotiation) po stronie serwera. Można wykorzystać do tego język skryptowy, np. PHP:
```
$xhtml
 
=
 
stristr
(
"application/xhtml+xml"
,
strtolower
(
$_SERVER
[
"HTTP_ACCEPT"
])
 
||
 
stristr
(
"W3C_Validator"
,
$_SERVER
[
"HTTP_USER_AGENT"
])
 
||
 
stristr
(
"WebKit"
,
$_SERVER
[
"HTTP_USER_AGENT"
]);

header
(
'Content-Type: '
.
(
$xhtml
)
?
'application/xhtml+x'
:
'text/ht'
.
'ml; charset=utf-8'
);

# ew. utf-8 lub inne kodowanie

```

Obejścia dla walidatora W3C i Chrome i Safari (WebKit) są konieczne, gdyż obsługują one XHTML, ale wysyłają w nagłówku Accept ciąg */* lub nie wysyłają go wcale, jak Walidator.
Inne przykłady odpowiednich skryptów można znaleźć na tych stronach: , , .

## Przykłady dokumentów XHTML

### XHTML 1.1
```
Content-Type: application/xhtml+xml; charset="utf-8"
```

```
<?xml version="1.0" encoding="utf-8"?>

<?xml-stylesheet type="text/css" href="style.css"?>

<!DOCTYPE html PUBLIC "-//W3C//DTD XHTML 1.1//EN" "http://www.w3.org/TR/xhtml11/DTD/xhtml11.dtd">

<html
 
xmlns=
"http://www.w3.org/1999/xhtml"
 
xml:lang=
"pl"
>

<head>

  
<title>
Przykład
 
dokumentu
 
zgodnego
 
z
 
XHTML
 
1.1
</title>

</head>

<body>

  
<div>
To
 
jest
 
przykład.
</div>

</body>

</html>

```

### XHTML 1.0 Strict kompatybilny z HTML
Nie powinien być stosowany, używany tylko ze względu na niekompatybilność Internet Explorera z XHTML.
```
Content-Type: text/html; charset="utf-8"
```

```
<!DOCTYPE html PUBLIC "-//W3C//DTD XHTML 1.0 Strict//EN"

  "http://www.w3.org/TR/xhtml1/DTD/xhtml1-strict.dtd">

<html
 
xmlns=
"http://www.w3.org/1999/xhtml"
 
xml:lang=
"pl"
 
lang=
"pl"
>

<head>

  
<title>
Przykład
 
dokumentu
 
zgodnego
 
z
 
XHTML
 
1.0
 
Strict
</title>

  
<meta
 
http-equiv=
"Content-Type"
 
content=
"text/html; charset=utf-8"
 
/>

  
<link
 
rel=
"stylesheet"
 
type=
"text/css"
 
href=
"style.css"
 
/>

</head>

<body>

  
<p>
To
 
jest
 
przykład.
</p>

</body>

</html>

```

### XHTML 5
```
Content-Type: application/xhtml+xml; charset=utf-8
```

```
<?xml version="1.0" encoding="utf-8" ?>

<?xml-stylesheet href="style.css" type="text/css" ?>

<html
 
xmlns=
"http://www.w3.org/1999/xhtml"
 
xml:lang=
"pl"
>

<head>

   
<title>
Przykład
 
dokumentu
 
zgodnego
 
z
 
XHTML
 
5
</title>

</head>

<body>

   
<div>
To
 
jest
 
przykład.
</div>

</body>

</html>

```

### Walidatory
- The W3C Markup Validation Service – walidator DTD dla HTML i XHTML
- WDG HTML Validator. htmlhelp.com. [zarchiwizowane z tego adresu (2005-07-13)]. – walidator DTD dla HTML i XHTML
- XML schema validator – walidator XML Schema